# Ég

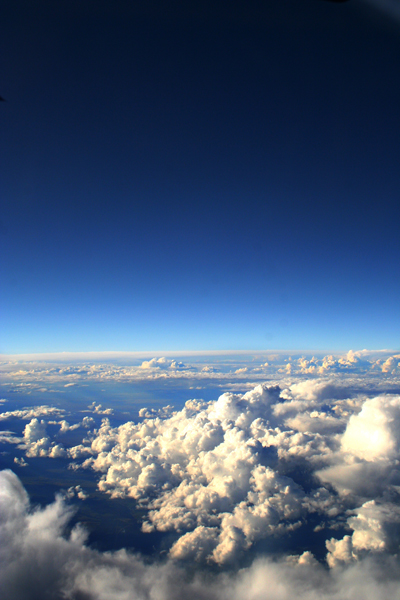
A magasban, mint itt egy repülőgépből látszik, az ég színe a zenit felé haladva fakóból sötétbe megy át

Az ég az atmoszférának vagy a világűrnek az égitestek felszínéről látszó része. Bizonyos okok miatt bonyolult pontosan meghatározni; néha egy bolygó gáz halmazállapotú atmoszférájának a sűrű részeként írják le.
A levegő fénytörése miatt a Föld ege nappal olyan, mint egy sötétkék felszín, este pedig csillagokkal borított terület.